# لوغوكراسي
يشير مصطلح لوغوكراسي إلى سيادة -أو حكومة بـ- الكلمات. ويشتق هذا المصطلح من الكلمة اليونانية λόγος (لوغوس) - التي تعني «الكلمة» ومن κράτος (كراتوس) - التي تعني «يحكم». ويمكن استخدام هذا المصطلح إما بصورة إيجابية، أو ساخرة أو سلبية.

## أمثلة تاريخية
كانت الولايات المتحدة توصف بمصطلح لوغوكراسي في أعمال واشنطن إيرفينج الصادرة عام 1807، بالمجلة الدورية سالماغوندي. ووصف الزائر الأجنبي «مصطفى رب أدوب كيلي خان»، هذا المصطلح على نفس هذا النحو، والذي يعني أنه من خلال الاستخدام المخادع للكلمات، يمكن أن يكون لأحد الأشخاص سلطة على الآخرين. ويطلق على الأشخاص البارعين للغاية في استخدام مثل هذه الوسيلة لقب «متحدثو العامية المسيئون»، في حين يطلق عليهم الكونغرس «التجمع المتبجح والعاصف». ويصف مصطفى آلية ذلك على النحو التالي:
“في إطار عدم معرفة هؤلاء الأشخاص أنفسهم، تتمثل حكومتهم في أنها حكومة لوغوكراسية محضة وخالصة أو حكومة كلمات. فالدولة بأكملها تفعل كل شيء مشافهةً، أو بحديث الفم ولم ترقَ إلى درجة التنفيذ العملي، وبالتالي بهذه الطريقة تعد واحدة من أكثر الدول العسكرية تواجدًا [...] ففي نظام اللوغوكراسي، تعلم جيدًا أن هناك فرصة قليلة أو معدمة لتواجد الأسلحة النارية أو أيٍ من هذه الأسلحة المدمرة. وتكون كافة الإجراءات الهجومية أو الدفاعية مدفوعة بـ معركة لفظية، وحرب ورقية؛ فالذي يملك أطول لسان أو يمتلك الريشة الأكثر استعدادًا، هو حتمًا من سينتصر في المعركة - وسيحمل الذعر [هكذا]، والاعتداء، والحبر المراق إلى كافة خنادق العدو، وبدون رحمة أو ندم سيضع الرجال والنساء والأطفال في هدف - القلم"
وقد وصف الفائز بـ جائزة نوبل تشيسلاف ميلوش الاتحاد السوفيتي،  بأنه لوغوكراسي. لقد كان هذا الاتحاد يمثّل، بحسب ما ذهبت إليه كريستين تومي، «الحقيقة الزائفة التي أنشأتها الكلمات المجردة». علاوةً على ذلك، بعد الثورة، وصف لوتشيانو بيلشاني كيف تم طرح «خطة إصلاح اللغة» على يد كيسيلف. وفيها، «أكد أنه لن تتم الإطاحة بالعقلية القديمة، إذا لم يتم كذلك تغيير اللغة الروسية وتطهيرها.»
وقد أدت هذه العملية إلى تشكيل اللغة الروسية التي وصفها جورج أورويل لاحقًا بـ «اللغة الجديدة»، والتي كانت مقدمة لروايته 1984 (رواية) التي استخدم فيها أسلوب اللغة المخادعة. وفي نفس الوقت، كانت اللغة الجديدة لغة حقيقية دون لغة «الأرثوجلوكسي»، وهي "مصطلح نمطي يتكون من الصيغ والشعارات الفارغة، وكان هدفها منع الأشخاص من التفكير خارج حدود التفكير الجماعي، أي أنها كانت تمثل اللغة التي أنهت مبدأ الفردية. ومع ذلك، تتساءل جانينا فرينتزل زاكورسكا، عن أهمية اللغة السياسية في الاتحاد السوفيتي، مشيرةً إلى أن "اللغة المخادعة«التصورية القديمة اختفت تمامًا من الاتحاد السوفيتي منذ زمن طويل قبل» سقوط الشيوعية.
يمكن اعتبار الشمولية، من وجهة نظر واضعة النظريات السياسية حنة آرنت، لوغوكراسية، حيث أنه من منطلق هذه النظرية، لم تعد لـ الأفكار أهمية، إلا في كيفية التعبير عنها.
أشار الأكاديمي يحيى ميشوت إلى طائفة أهل السنة والجماعة بأنها «شعبية» أو «لوغوكراسية علمانية» من حيث أنها محكومة بكلمة القرآن.

- فيديو كراسي - قوة الصورة، امتداد حديث هام لمصطلح لوغوكراسي ولكنه يمثل كذلك قوة معارضة محتملة.
- الصواب السياسي - سيادة المصطلحات الصحيحة.

1. 
2. 
3. 
4. 
5. 
6. 
7. 
8. 
9. 
10. 